# Стрельбицький Семен Дементійович
Семен Дементійович Стрельбицький (нар. 27 квітня 1875, Слов'янськ, Харківська губернія — 25 жовтня 1937) — український радянський громадський діяч, ректор Харківського інституту народної освіти.

## Життєпис
Семен Стрельбицький народився 27 квітня 1875 року в м. Слов'янську Харківської губернії (тепер Донецька область) в сім'ї ремісника Дементія (Дем'яна) Стрельбицького. Семен Стрельбицький походив з давнього козацько-шляхетського роду Стрільбицьких, який відомий з часів Галицько-Волинської держави.
У 1891 році закінчив міське училище в м. Слов'янську, а в 1895 році — учительську семінарію в м. Вовчанськ Харківської губернії. Після закінчення семінарії чотири роки працював вчителем в початковій школі с.Христище Ізюмського повіту.
З грудня 1899 по червень 1903 року працював помічником завідувача матеріальною частиною Південно-російського кам'яновугільного товариства у м. Горлівка Катеринославської губернії. 
У липні 1903 року переведений на посаду завідувача матеріальною частиною рудника «Золоте» в с. Майорівка Катеринославської губернії, а в грудні 1916 року — на посаду секретаря кам'яновугільного суспільства.
З квітня по вересень 1917 року очолював створену в с. Майорівка Раду робітничих депутатів, а в жовтні того ж року переїхав до Харкова і очолив Раду гірничих робітників.
Був заарештований і перебував під арештом у в'язниці Генштабу з серпня по грудень 1918 року.
У грудні 1918 року Семен Стрельбицький вступає в КП(б)У. 
У липні 1919 року призначається завідувачем тарифного відділу Наркомату праці УРСР у Києві, а з вересня 1919 — завідувачем тарифним відділом Наркомату праці РСФСР у Москві.
З січня по червень 1920 року, повернувшись до Харкова, бере активну участь в організації роботи Наркомату праці. 
У вересні 1920 року Семен Стрельбицький був призначений завідувачем Вищої партійної школи ЦК КП(б)У. 
З травня 1922 по 1928 року працював головою губернського відділу спілки працівників освіти. Крім цього, з серпня 1922 по листопад 1924 року був ректором Харківського інституту народної освіти за сумісництвом.
З липня 1928 по березень 1929 року працював завідувачем кафедри професійної освіти Українського науково-дослідного інституту педагогіки в Харкові. 
У травні 1929 року був призначений завідувачем відділом народної освіти при Харківському окружному виконавчому комітеті. 
З жовтня 1933 по серпень 1937 року працював директором Центральної науково-педагогічної бібліотеки.
13 серпня 1937 року Семен Стрельбицький був заарештований та звинувачений в тому, що керував української національної терористичною організацією, займався контрреволюційною діяльністю. Засуджений до найвищої міри покарання. 
25 жовтня 1937 року Семен Стрельбицький був розстріляний. 
29 жовтня 1957 року Верховний Суд СРСР на прохання рідних повторно розглянув справу і зняв звинувачення.

## Сім'я
- Стрельбицький Іван Семенович (1900 — 25 листопада 1980) — син.

## Згадки в літературі
Український радянський поет Володимир Миколайович Сосюра в своєму автобіографічному романі «Третя рота», над яким він працював з перервами в 1926-1930, 1942 і 1959 роках так згадує про Семен Дементійович: 
|  | Ректором інституту був товариш Стрільбицький, світла пам’ять про якого незгасно горить в моєму серці. Це був, якщо можна так сказати, світлий більшовик. Чула і сердечна людина з великої літери…. |